# سوباشی (سمت)
سوباشی (به تركی: subaşı) در زبان ترکی به معنی سرکش است و لقبی بود که پادشاهان ترک تبار اوغوز و عثمانی به فرماندهان لشکر می‌دادند. این سمت بعد از رهبر که یبغو نام داشت، قرار می‌گرفت.
این لقب، عنوانی حکومتی بود که با توجه به زمینهٔ استفاده متفاوت، به موقعیت‌های مختلفی در سلسله مراتب عثمانی اشاره داشت. این لقب به دارندگان تیمار عثمانی داده می‌شد که درآمدشان از ۱۵٬۰۰۰ اسپر در سال بیشتر بود یا به معاونان سنجر بیگ (حکام منطقه) اختصاص می‌یافت. همچنین این اصطلاح برای فرمانده شهر یا قلعه در امپراتوری عثمانی نیز به کار می‌رفت که نوعی نسخهٔ قدیمی از مقام فرمانده پلیس بود.
نام خانوادگی «ساباشا» یا «ساباشیچ» (Subaša یا Subašić) که در میان خانواده‌های بالکانی دیده می‌شود، از همین لقب مشتق شده است.